# Mattia Traverso
Mattia Traverso (Genova, 1885 – Genova, 1956) è stato un pittore italiano.

## Biografia
Nato a Genova nel 1885, Mattia Traverso era figlio di un orafo e compì i propri studi artistici presso l'Accademia Ligustica di Belle Arti della città natale sino al 1911, ottenendo la borsa di studio Brignole Sale De Ferrari con l'esecuzione del dipinto "Salomè", opera giovanile nella quale traspare già la sua attenzione al corpo femminile.
Grazie al denaro ricevuto trascorse lunghi periodi a Roma ove si dedicò ad una pittura prevalentemente religiosa e dilettandosi anche nell'affresco. Sue sono le opere presso la chiesa del Sacro Cuore e di San Giacomo Apostolo a Carignano, oltre a lavori eseguiti a Genova nella chiesa di Santa Caterina e nella chiesa di San Siro. Grandi lavori a tema religioso li compì per i padri somaschi decorandone la sede genovese e realizzando un "San Giuseppe con Gesù Bambino" per l'istituto di Corbetta (MI). Nella Chiesa Parrocchiale di Tatti (gr) nell'anno 1934 realizza olio su tela di metri 3 x 4 " Assunzione di Maria Santissima con Madonna e Angeli ".
Egualmente si dedicò anche ai ritratti su commissione privata, soprattutto della borghesia genovese, tra i quali citiamo quello del marchese Durazzo Pallavicini caratterizzato da un'ambientazione seicentesca, oltre al ritratto equestre di Campanella, del cardinal Boetto (arcivescovo di Genova), dell'arciduca Carlo Stefano d'Austria, del senatore Bensa. Si distinse anche come copista di Van Dick e Rubens, sempre per committenze private.
Morì a Genova nel 1956.